# Styrax gentryi
Styrax gentryi är en storaxväxtart som beskrevs av P.W. Fritsch. Styrax gentryi ingår i släktet Styrax och familjen storaxväxter. Inga underarter finns listade i Catalogue of Life.